# Bruska

Dílenská dvoukotoučová bruska

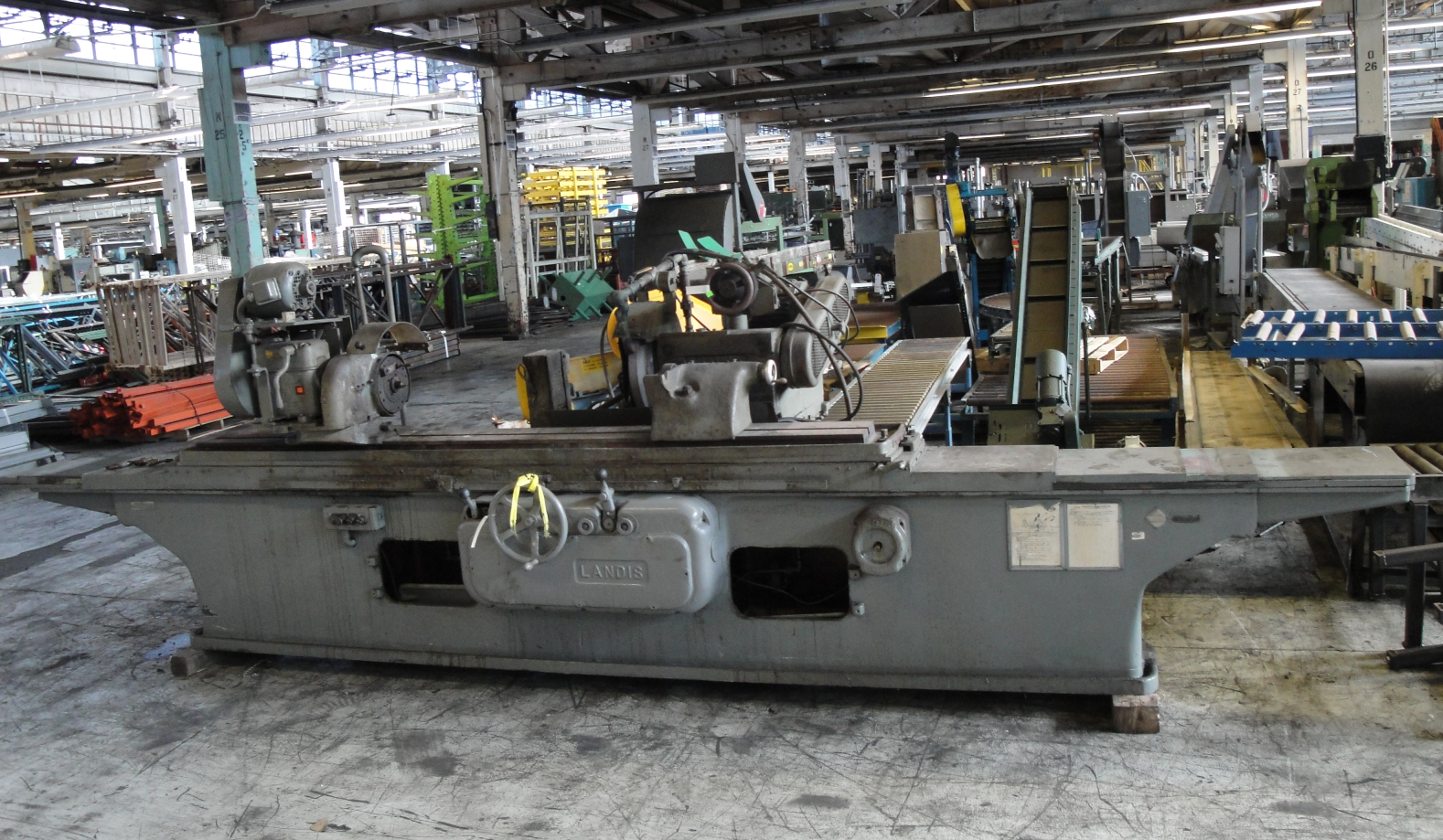
Hrotová bruska

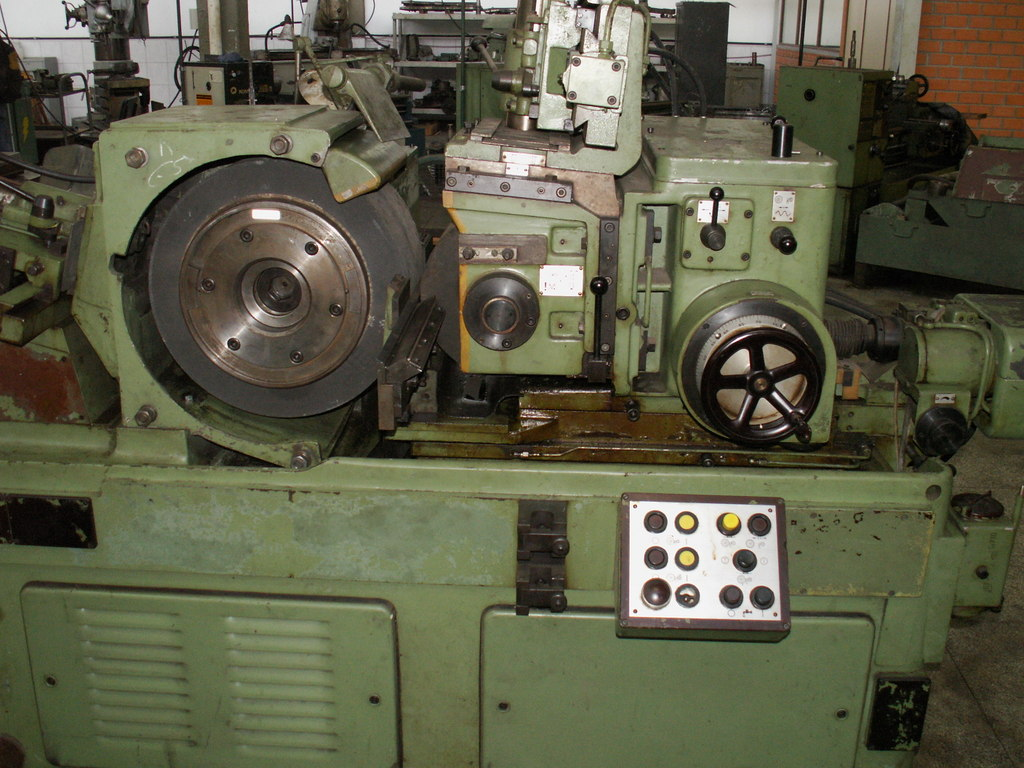
Bezhrotá bruska

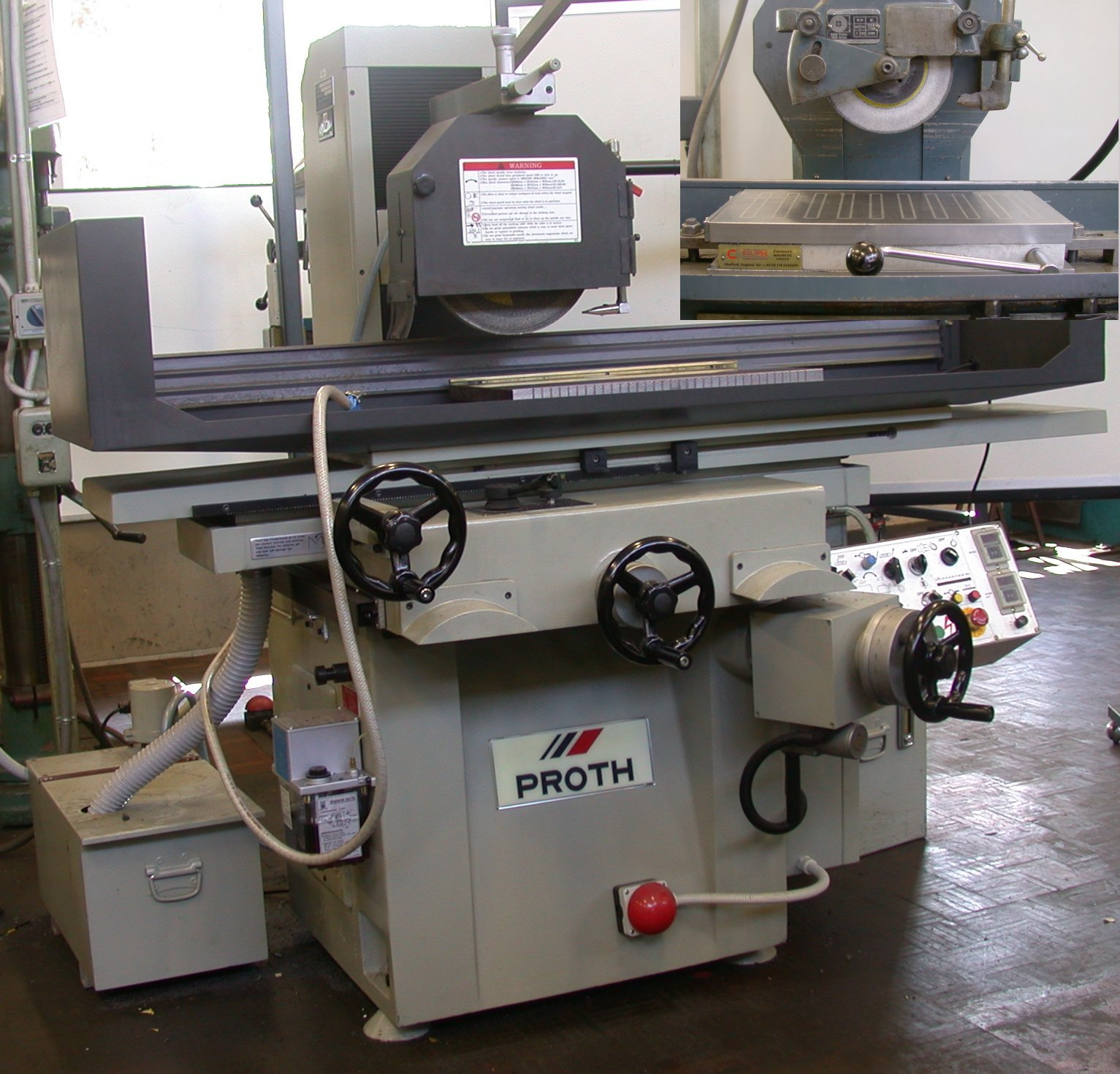
Vodorovná rovinná bruska, vpravo nahoře magnetická upínací deska

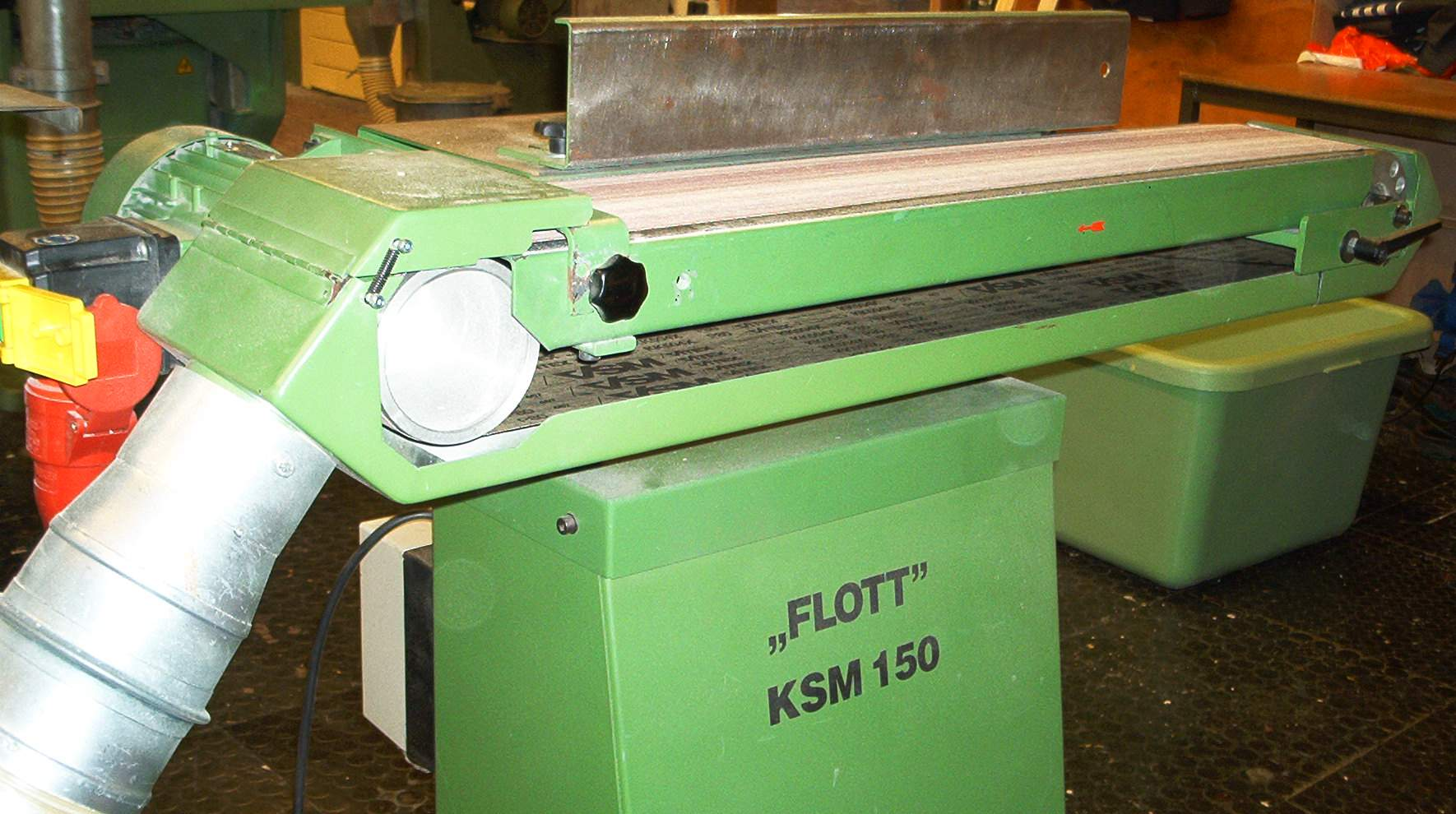
Pásová bruska na dřevo

Bruska je obráběcí stroj určený k strojovému obrábění kovu nebo jiných materiálů. Brusky mohou být konstruovány buďto jako stacionární (nepřenosné) stroje nebo jako ruční přenosné strojní nářadí. Převážná většina brusek je v současnosti poháněna elektromotorem.

## Popis
Materiál se na brusce odebírá pohybem brusiva, což je nejčastěji brusný kotouč anebo brusné plátno. Brusný kotouč, vyrobený obvykle z umělého korundu nebo karbidu křemíku, se otáčí a může materiál odebírat buďto obvodem nebo čelem. Brusné plátno je připevněno na destičku, která vykonává rychlý krouživý nebo kmitavý pohyb, anebo slepeno do nekonečného pásu, který obíhá přes dva válce, hnací a volný.
Při práci s ručním nářadím je obrobek na zemi, na stole nebo upnut ve svěráku. Při strojním broušení je obrobek pevně upnut na stůl stroje. Pohyb stolu i kotouče vůči němu je mechanický, takže lze dosáhnout vysoké přesnosti rozměrů.

## Rozdělení brusek

### Nářadí
- Bruska s ohebným hřídelem, užívaná např. v zubním lékařství nebo při dokončovacích pracích v přesném strojírenství
- Excentrická bruska na broušení rovinných ploch brusným plátnem; krouživý pohyb plátna obstarává excentr
- Pásová bruska na broušení rovinných ploch nekonečným brusným pásem
- Přímá bruska na ruční obrušování konstrukcí, odlitků, svarů atd.
- Úhlová bruska na rozbrušování materiálu (lidově rozbrušovačka)
- Vibrační bruska na broušení rovinných ploch vibrujícím brusným plátnem

### Stroje
- Dílenská stolní bruska na ostření nástrojů v ruce a v kusové výrobě
- Hrotová bruska na broušení vnějších i vnitřních rotačních ploch; obrobek je upnut mezi hroty
- Bezhrotá bruska na broušení vnějších i vnitřních rotačních ploch; obrobek se volně otáčí mezi dvěma kotouči
- Rovinná bruska na broušení rovinných ploch nebo profilů; obrobek se obvykle upíná magneticky (hovorově magnetka)
- Bruska na nástroje k ostření řezných nástrojů (např. vrtáky, frézy, soustružnické nože).

Kromě toho se ve strojírenství používají speciální brusky na závity, na broušení ozubených kol, klikových hřídelů atd.